# Jason Richardson (Basketballspieler)
Jason Anthoney Richardson (* 20. Januar 1981 in Saginaw, Michigan) ist ein US-amerikanischer, ehemals professioneller Basketballspieler. Von 2001 bis 2015 war er in der NBA aktiv.

## Karriere
Während seiner Zeit an der Michigan State University gewann er zusammen mit weiteren späteren NBA-Spielern die NCAA Division I Basketball Championship. Im NBA-Draft 2001 wurde er von den Golden State Warriors an fünfter Position ausgewählt.
Richardson spielte insgesamt sechs Jahre für die Warriors. In dieser Zeit war er einer ihrer spektakulärsten und beliebtesten Spieler. Er hatte bei den Warriors auch seine beste Zeit. So erzielte während der Saison 2004–05 21,7 Punkte, 5,9 Rebounds und 3,9 Assists pro Spiel. 2005–06 steigerte er seine Punkteausbeute auf 23,2 Punkte pro Spiel, was sein bestes Ergebnis in der Karriere blieb.
Wegen Auseinandersetzungen mit einem Fan wurde er im Mai 2007 zu einer Geldstrafe von 35.000 US-Dollar verurteilt. Am 28. Juni 2007 wurde Jason Richardson von den Warriors (zusammen mit den Draftrechten an Jermareo Davidson) an die Charlotte Bobcats im Austausch zu den Draftrechten an Brandan Wright abgegeben. Dort zeigte er mit 21,8 Punkten pro Spiel seine Qualitäten als Scorer.
Im Dezember 2008 wurde er zusammen mit Jared Dudley für Raja Bell, Boris Diaw und Sean Singletary zu den Phoenix Suns transferiert. Bei den Suns war er nicht mehr die erste Option im Angriff. In den folgenden zweieinhalb Jahren erzielte er etwa 16 Punkte pro Spiel und erreichte 2010 mit den Suns das Western-Conference-Finale, ehe er im Sommer zu den Orlando Magic transferiert wurde.
Bei den Magic spielte er zwei Jahre, wo er als Starter auf 13 Punkte im Schnitt kam. Mit Orlando erreichte er auch 2011 und 2012 die Playoffs, wo man beide Male in der ersten Runde unterlag.
Im August 2012 wechselte Richardson dann, im Zuge des Dwight-Howard-Transfer, zu den Philadelphia 76ers. Im Januar 2013 erlitt er eine schwere Knieverletzung und setzte zwei Jahre aus. Am 18. Februar 2015 kehrte er für die Sixers auf das Basketballfeld zurück.
Im August 2015 unterschrieb Richardson einen Einjahresvertrag bei den Atlanta Hawks, ehe er am 23. September 2015 überraschend seinen Rücktritt erklärte. Zuvor wurde bei Richardson Osteophyt im rechten Knie diagnostiziert, die ihn zum Rücktritt bewogen.

## Auszeichnungen
- Im Februar 2002 wurde er zum besten Rookie des Monats gekürt. Am Ende des Jahres berief man ihn in das NBA All-Rookie First Team. Er belegte den 3. Platz bei der Wahl zum besten Rookie.
- Bei der Rookie Challenge im Rahmen des NBA All-Star Weekends wurde er zum MVP gewählt und war damit der erste Spieler, der die MVP-Trophäe in der Rookie Challenge und zugleich den Slam Dunk Contest gewann.
- 2003 konnte er den Slam Dunk Contest ebenfalls für sich entscheiden, so dass er heute neben Michael Jordan, Dominique Wilkins, Nate Robinson, Zach LaVine und Mac McClung einer von sechs Spielern ist, dem der mehrfache Gewinn dieses Wettbewerbs gelang.